# 三国協商

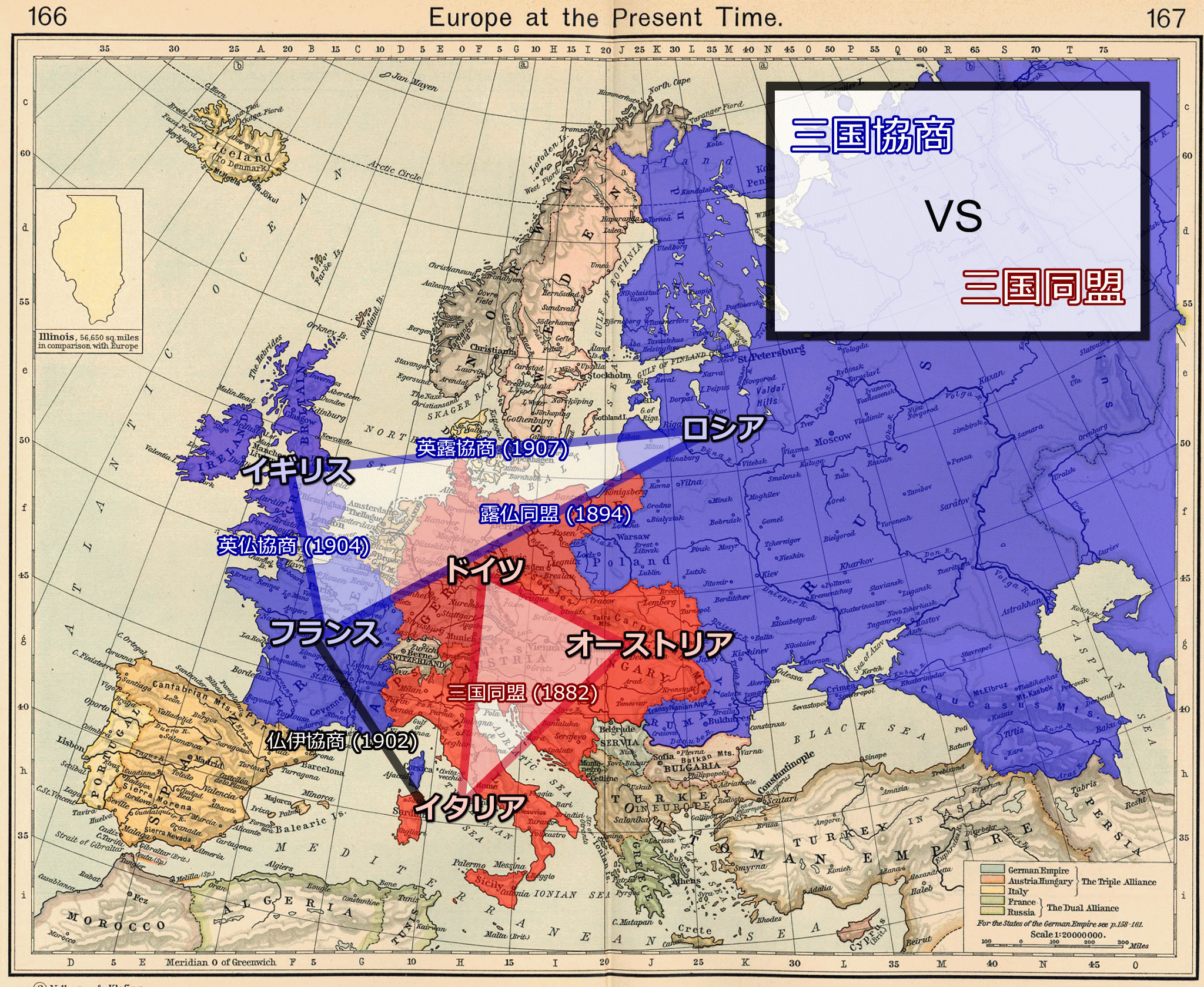
三国同盟と三国協商

三国協商（さんごくきょうしょう、英語: Triple Entente、フランス語: Triple-Entente、ロシア語: 
Антанта）は、19世紀末から20世紀初頭においてイギリス帝国・フランス・ロシア帝国の各国の間で締結された、露仏同盟・英露協商・英仏協商によって作られた三国の協調関係を指した言葉。英仏露協商ともいい、独墺伊同盟と対立し、第一次世界大戦の主要な交戦国となった。

## 事前の経緯
当時の国際関係はドイツのビスマルクによって形作られていたいわゆるビスマルク体制、すなわちフランスの国際関係における孤立作戦が行われ、一時的にヨーロッパでは戦争の無い小康状態が作られていた。
しかしドイツにヴィルヘルム2世が即位するとビスマルクはこの皇帝と衝突し、1890年に退陣する。ビスマルクのくびきを離れたヴィルヘルム2世は既にビスマルクによって形成されていた三国同盟をビスマルクの思惑とは異なる方向に利用してオーストリア＝ハンガリー帝国やイタリアと接近し、当時の植民地の過半を所有していたイギリス・フランスから植民地のパイを奪い取ろうと画策した。またこれもビスマルクによって調印された独露再保障条約の更新を拒否する。

## 三国協商の成立
これによって外交的に孤立したロシアは同じく孤立していたフランスに接近し、翌年の1891年から1894年にかけて交渉を行い、1891年に政治協定を、次いで1894年に軍事協定を成立させた（露仏同盟）。
その動きを見たドイツは行動に移り、いわゆる3B政策（バグダード・ビザンティウム・ベルリン）を推進して西アジアへの進出を図り、イギリスの3C政策（カイロ・ケープタウン・カルカッタ）との対立を深めていった。こうなると最強国イギリスの力をもってしても、西アジアにおけるドイツ・東アジアにおけるロシアという二つの敵を独力で抑える事は難しくなった。長い間保持してきた「栄光ある孤立」を放棄し、1902年に日本と日英同盟を、1904年に長年の宿敵・フランスと英仏協商を結んで、それぞれロシアとドイツの伸張を食い止めようとした。
更に1905年の日露戦争におけるロシアの敗戦により、東アジアにおけるロシアの伸張が抑えられた今ならばロシアとの利害の調整が可能になると考え、1907年に英露協商を結んだ。この露仏同盟・英露協商・英仏協商によって形成された三国の協調関係を指して三国協商と呼ばれる。
ただし、三国間の協約は同一同質のものではなかった。露仏同盟は軍事協定を含んでおり一方の国の紛争時には他方の国も自動的に参戦する規定が盛り込まれていた。英仏協商にはこのような参戦規定はなくイギリスからフランスへの外交手段による支援を規定していた。英露協商では外交問題に関しても全体的な合意はなく「ドイツに対する脅威に共同して臨む」との事実上の協力関係で一致したもので、英露間の対立が完全に解消されたわけではなかった。しかし、三国協商の成立はドイツの脅威に対するフランスの外交方針の変化などをもたらした。
なお、三国協商成立に伴って1895年の三国干渉以来のロシア・フランスによる日本（イギリスの同盟国）の中国大陸進出抑制路線の変更を迫られた。これに基づいて1907年には日仏協商及び第1次日露協商が締結されて、日本も三国協商の枠組に実質上参加することになった。

## 結果
この三国協商と三国同盟とは当時の列強が二分して相い争う状況を作り出した。しかし三国同盟からは早々にイタリアが脱落し、1902年にはフランスとの間で仏伊協商を結ぶ。更にオーストリアも国内の民族闘争の激化により機能不全に陥り、実質上は三国協商対ドイツの様相を呈すことになる。
その後のバルカン半島の緊張の高まりに連れて協商の重要性は高まり、三国は更に関係を緊密にしていく。第一次世界大戦では三国協商の連合国勢力に対して、ドイツ・オーストリアはオスマン帝国・ブルガリア王国を引き込んで中央同盟国勢力を作って戦うも、連合国側の勝利に終わった。
しかし戦争の途中の1917年にロシア革命が発生。新たに誕生したソビエト連邦は1918年にブレスト＝リトフスク条約をもって単独でドイツと講和し、これにより三国協商は消滅した。